# Pierre Allais

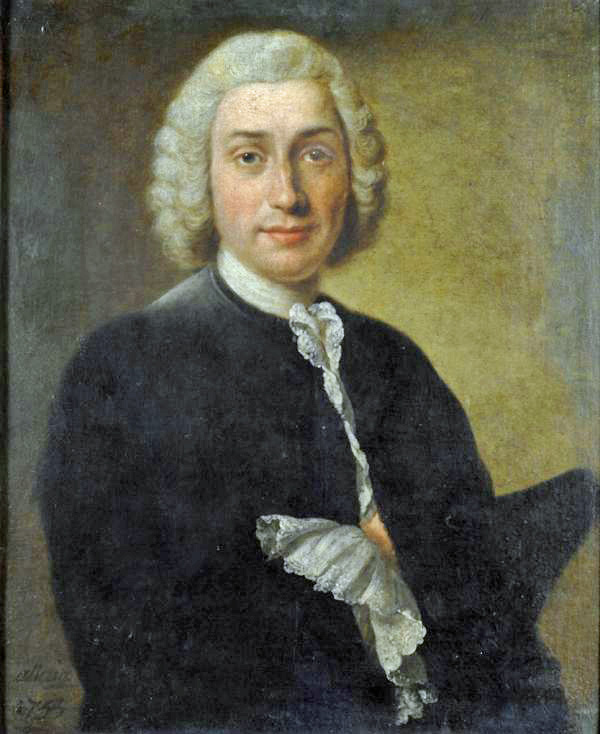
Pierre Allais (Parigi, 1700 – Parigi, 1782), Ritratto di nobiluomo, olio su tela, in collezione privata.

Pierre Allais (Parigi, 1700 – Parigi, 1782) è stato un pittore e pastellista francese. Ha ottenuto il premio per la pittura all'accademia reale di pittura e scultura nel 1726.

## Biografia
Ammesso all'Académie de Saint-Luc nel 1745 dove probabilmente lavorò anche come assistente professore, nelle sue opere si rileva l'influenza di Nattier.

## Galleria d'immagini

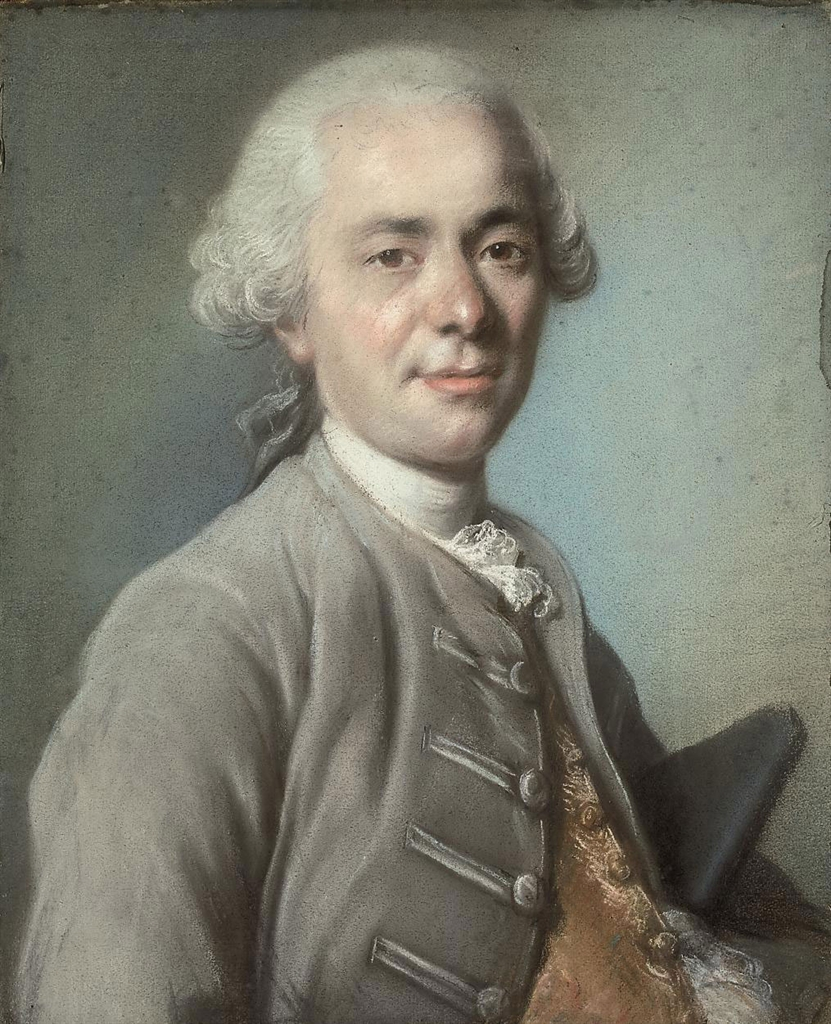
Ritratto di gentiluomo
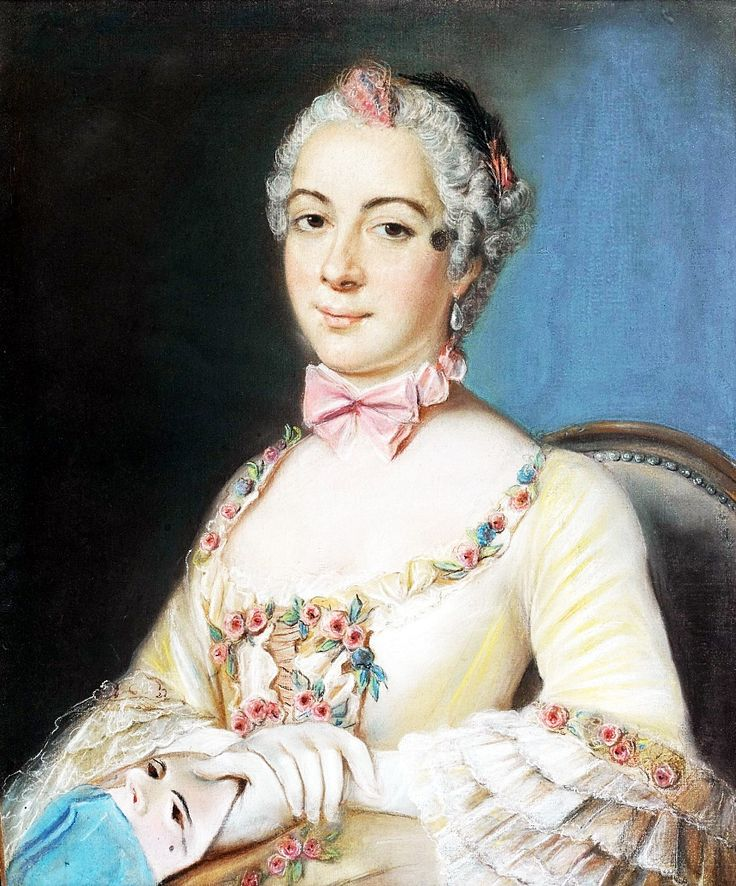
Ritratto di donna con maschera